# Середа Семен Пафнутійович
Середа Семен Пафнутійович (1 лютого 1871, с. Сетолово, Мглинський повіт, Чернігівська губернія — 21 травня 1933, Москва) — революційний діяч Російської імперії та державний діяч РСФРР та СРСР. Нарком землеробства РСФРР (1918–1921).

## Життєпис

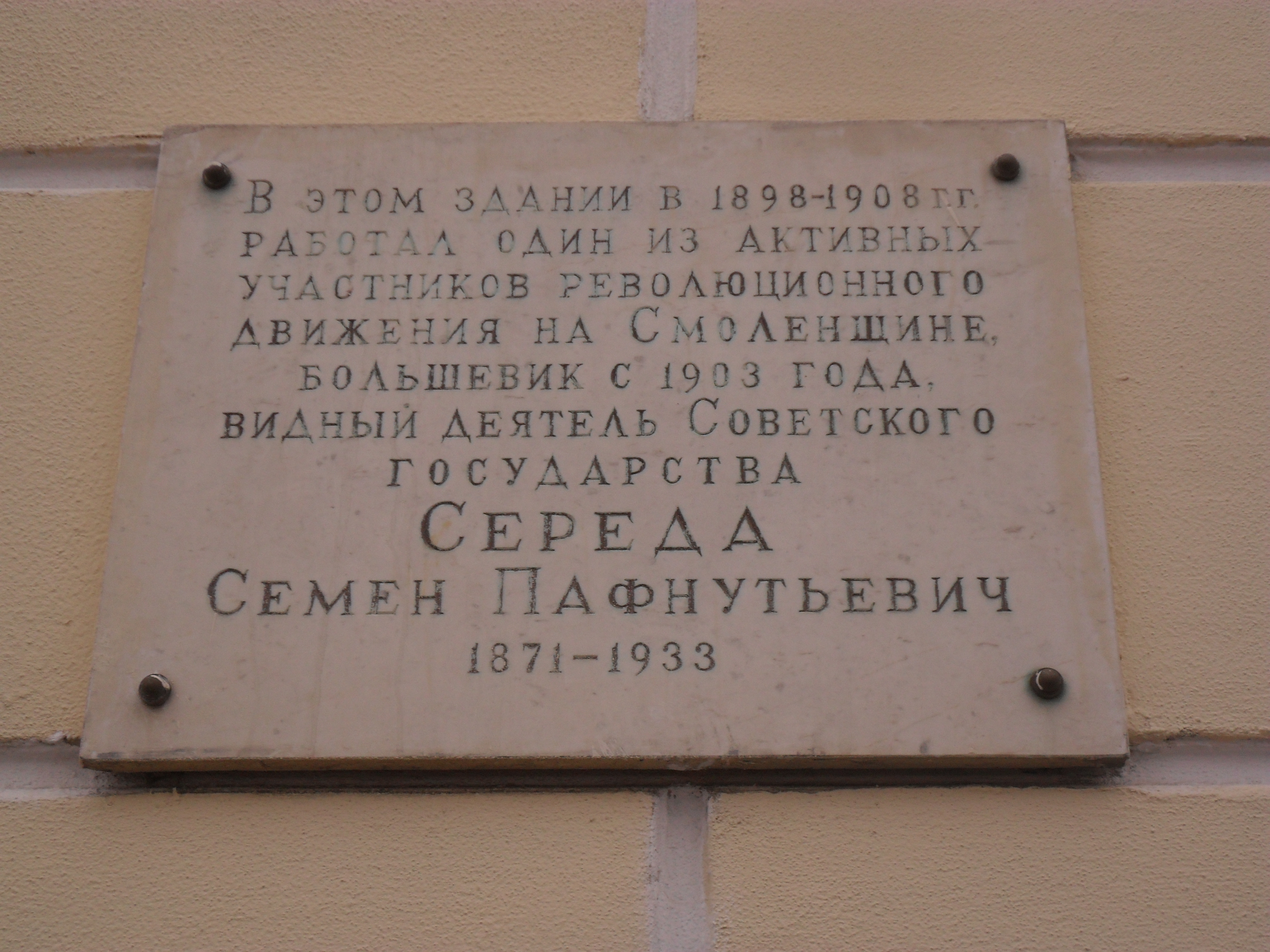